# Anton Bouwhuis
Anton Bouwhuis is een personage uit de Nederlandse soapserie Goede tijden, slechte tijden. Anton debuteerde op 21 oktober 2010 en wordt sindsdien gespeeld door acteur Joep Sertons. Sertons had al de nodige ervaring met het genre soap: tussen 1995 en 1998 speelde hij advocaat Paul de Ridder in de soap Onderweg naar Morgen.

## Levensverhaal

### Entree in Meerdijk
Anton en zijn vrouw Bianca zijn met hun zoons verhuisd vanuit een klein dorp naar het grote Meerdijk en dat levert voor de zoons de nodige problemen op. Ze hebben hun intrek genomen in het huis (en de praktijk) van Martijn en Irene Huygens. Anton en Bianca hebben al vaak op een politiebureau gezeten voor hun zoon Sjoerd. Op de universiteit zat Anton in de klas bij Janine Elschot. Anton is een conservatief man en dat levert weleens conflicten op.

### Coming-out van Edwin
Edwin Bouwhuis, zijn zoon, komt erachter dat hij homoseksueel is. Hij is verliefd op Lucas Sanders en krijgt een relatie met hem. Anton kan dit niet accepteren en weigert het te geloven. Dit levert vaak ruzies op tussen vader en zoon, maar alles gaat pas echt mis als Edwin en Lucas worden betrapt door Anton in de praktijk. Anton gaat door het lint en slaat Lucas in elkaar. Lucas is gewond en wordt naar het ziekenhuis gebracht. Hierna probeert Anton het goed te maken met beide jongens, waardoor hij is veranderd. Hij probeert het nu te accepteren en dat lukt hem goed. Door dit is Anton ook bijna gescheiden, maar dit is op tijd voorkomen.
Door dit alles verliest Anton mensen bij de praktijk, waardoor hij niet langer verder kan gaan. Hij gaat daarom aan de slag in het plaatselijke ziekenhuis. Doordat de praktijk nu leeg staat besluiten de Bouwhuisjes om te verhuizen. Vlak voor de verhuizing breekt Anton echter alle kikkerbeeldjes van Bianca, waardoor hij bij een kikker-winkel nieuwe gaat halen. Doordat hij zo stiekem doet denkt zijn vrouw Bianca dat hij vreemdgaat. Ze komt echter achter de echte reden en vergeeft hem dat hij de beeldjes heeft gebroken. Vlak daarna verhuist Anton met zijn vrouw en zoons naar een nieuw huis.

### Opa Anton
Antons andere zoon, Sjoerd, blijkt zijn vriendin Rikki de Jong ongewenst zwanger te hebben gemaakt. De ouders wil eerst het kindje afstaan aan Bing Mauricius en Sjors Langeveld, maar als Bram ter wereld komt bedenken ze zich. Bram blijft bij biologische ouders Sjoerd en Rikki, en Anton mag zich eindelijk echt opa voelen. Hij moet daar even aan wennen, maar is toch wel blij met zijn kleinzoon.

### Ebola-virus breekt uit
Ruim 1,5 maand na de geboorte van zijn kleinzoon komt Jack van Houten terug van zijn bootreis. Hij bleek een ernstige Ebola virus meegenomen te hebben. Heel Meerdijk is in rep en roer want het kan dodelijk zijn. Anton probeert in alle macht een serum te ontwikkelen, maar wordt tegengewerkt door een aantal collega's. Hij besluit het heft in eigen handen te nemen, zeker als blijkt dat zijn zoon Edwin Bouwhuis het virus te pakken heeft. Helaas is hij net te laat met het serum. Zijn zoon Edwin komt te overlijden. Gelukkig kan hij wel Noud Alberts redden.
Anton kan niet met de dood van zijn zoon omgaan. Hij begint een affaire met Maxime Sanders. Uiteindelijk komt Bianca erachter en ziet hij in dat hij er niet voor zijn gezin is geweest na de dood van Edwin. Uiteindelijk weet Bianca haar man te vergeven en de twee blijven samen.

### Antons derde zoon
Alles gaat goed tussen de twee totdat Tim Loderus langs komt. Anton bekent dat hij terwijl Bianca zwanger was van Edwin vreemd was gegaan met Julia Loderus en dat daarvan Tim is gekomen. Verder heeft hij ook bekend dat hij niet zo trouw is geweest als dat Bianca denkt. Bianca gaat tijdje ergens anders logeren en de sfeer is om te snijden. Uiteindelijk is het hele gezin naar Zuid-Afrika gegaan en is het gezin weer herenigd. Tijdens de Zuid-Afrika trip worden Tim en Rikki echter verliefd op elkaar, en de twee vormen een stel; het gaat dus uit tussen Rikki en Sjoerd. Anton ziet Sjoerd afglijden, eerst door vele alcoholgebruik en daarna drugs. Hij kan niet anders dan hem zijn huis uitzetten. Uiteindelijk besluit Sjoerd af te kicken nadat Tim in het ziekenhuis belandt als hij een ruzie van Sjoerd en zijn dealer probeert te sussen. Omdat Tim in coma ligt, komt zijn moeder Julia Loderus naar Meerdijk.

### Zwager Mike vermoord
Een paar dagen nadat Sjoerd vertrokken is naar de afkickkliniek komt zijn zwager Mike Brandt te overlijden omdat zijn parachute niet open ging tijden het parachutespringen op het vrijgezellenfeest van Rik de Jong en Nuran Baydar. Het blijkt geen ongeluk maar moord te zijn, en Bianca is door het dolle heen. Anton steunt haar en als hij Bianca ziet afglijden dan adviseert hij haar om paar dagen naar Andorra te gaan om bij te komen.

### AZM onder druk en Julia's aanwezigheid
Tijdens de afwezigheid van Bianca ontdekt hij dat het ziekenhuis waar hij voor werkt een privékliniek wordt. Hij probeert met onder andere Janine Elschot, Sjors Langeveld en Frank van der Meer dit tegen te houden. Dit komt mede doordat Ludo achter de privékliniek zit en sinds de dood van Mike hebben zij ruzie met elkaar, omdat de familie Bouwhuis Ludo er sterk van verdacht Mike te hebben vermoord. Ook zijn minnares Julia is nog steeds in Meerdijk omdat ze een relatie met Ludo heeft. Zij en Anton blijken nog steeds gevoelens te hebben voor elkaar en gaan zelfs met elkaar naar bed. Het gaat uit tussen Ludo en Julia als Anton Ludo dit vertelt.

### Scheiding met Bianca
Als Bianca terugkomt vertelt hij het eerlijk over zijn nieuwe misstap. Hij besluit het huis te verlaten en na een tijdje besluiten hij en Bianca te gaan scheiden. Nu zowel hij en Julia weer single zijn acht hij alle wegen open, Julia denkt daar echter heel anders over en ze verlaat Meerdijk. Als hij besluit terug te keren naar zijn huis zijn er flinke ruzies tussen hem en Bianca. Hun echtscheiding lijkt een vechtscheiding te gaan worden. In de cliffhanger van seizoen 24 ziet Bianca hoeveel verdriet Anton heeft en blijkt toch nog gevoelens voor hem te hebben en zoent hem.

### Vermissing van Tim
Eind januari 2014 verdwijnt Tim spoorloos. Vlak hiervoor hadden hij en Anton een fikse ruzie. Anton vindt Tim een slappeling die het leven niet aankon. Al snel nadat bekend wordt dat Tim spoorloos is neemt Anton aan dat Tim dood is, iets waar Bianca en Sjoerd gefrustreerd van raken. Wanneer bekend wordt dat Lucas Sanders en Bing Mauricius vermoedelijk Tim aangevaren hadden, begint ook Bianca te geloven dat Tim nooit meer terug zal komen. Sjoerd kan het niet geloven en gaat obsessief bezig met elke kleine aanwijzing die tot de vondst van Tim zou kunnen leiden. Anton en Bianca willen het beide anders aanpakken om Sjoerd weer rustig te krijgen, maar ze komen er niet uit welke oplossing de beste is. 
Bijna drie maanden later duikt Tim weer op. Tim vertelt Anton echter dat het feit dat Anton zijn vader is voor hem niet meer belangrijk is.

### Rikki wordt verliefd
Wanneer Rik de Jong voor vijftien jaar de gevangenis in moet, krijgt zijn dochter Rikki het erg moeilijk. Anton en Bianca nodigen haar uit tijdelijk bij hen te komen wonen, en dit aanbod accepteert ze uiteindelijk ook. Eenmaal wonend in huize Bouwhuis vindt Rikki een nieuw vaderfiguur in Anton, maar deze gevoelens verwart ze met liefde. Ze zoent Anton, maar Anton maakt Rikki duidelijk dat hij niet verliefd op haar is. Enkele weken later speelt Rikki het echter zo dat Anton bij haar in bed komt liggen, ze kleed zich uit en zoent hem weer. Als Anton en Rikki hier ruzie over maken komt Sjoerd binnen. Hij ziet dat Anton Rikki op bed duwt en ziet dat hij Rikki pijn doet. Anton vertelt Sjoerd en Bianca dan over Rikki's verliefdheid, maar Rikki schaamt zich ervoor. Ze liegt tegen Sjoerd en zegt dat Anton haar heeft geprobeerd aan te randen. Anton moet voor de rechter verschijnen, maar deze spreekt hem vrij vanwege gebrek aan genoeg bewijs. Sjoerd zal Anton echter altijd blijven beschouwen als aanrander, totdat het tegendeel bewezen is.

### Bianca overlijdt
Vlak nadat zijn vrouw Bianca bekend heeft dat zij achter de dood van Ardil zit en na lange geheimhouding onthuld heeft dat ze ongeneeslijk ziek is (ALS), overlijdt zij de nacht voordat zij zichzelf aan wil geven in haar slaap aan een hartaanval. Antons poging tot reanimatie mocht niet meer baten.
Omdat zijn collega behandelend arts was van Bianca en Anton niet had ingelicht, maakt hij hem uit voor Bianca's moordenaar en geeft hij hem een vuistslag. Hierop wordt hij op non-actief gezet, kort voordat hij zelf ontslag indient. Anton mist een vrouw in zijn leven en probeert Julia opnieuw te verleiden, maar zij houdt af.

### Strijd met Maxime
Nadat Maxime Sanders erachter komt dat Antons overleden vrouw Bianca achter de dood van haar geliefde Ardil zit verstoort ze de begrafenis. Anton moet aanhoren hoe zij uitspreekt dat ze hoopt dat Bianca wegrot in de hel en vervolgens op het graf spuugt. Als de familie Bouwhuis weggaat vernielt ze ook nog de bloemen. Maxime belooft de Bouwhuisjes kapot te maken, maar Anton zal dat niet zomaar laten gebeuren.
Maxime's eerste zet is een plan bedenken om Tim uit zowel Toko als Boks te werken. Hij vangt dit op met de tegenactie door een deel van haar schilderijen te exposeren onder het mom van 'een dappere, vergane artiest'. Maxime is woedend en belt met de krant om een bericht te laten plaatsen dat Bianca een moordenares is. Wanneer Anton dit leest stormt hij Maxime's atelier in en vernielt een aantal schilderijen van haar. Tim en Bing sussen de boel en Tim neemt Anton mee naar huis. Anton is op het punt om de strijdbijl te begraven, maar dan staat de politie voor de deur om hem te arresteren voor de vernielingen.
Anton is al snel weer vrij en gaat de confrontatie aan met Maxime. Hij wil haar ook aanklagen voor vernieling en voor laster. Tim stuurt Anton naar huis, Maxime blijft achter in Boks voor Vincents afscheidsfeest. Wat er verder die avond gebeurt is nog een raadsel, maar Anton en Maxime worden de volgende ochtend naakt wakker in Antons bed. Anton heeft eens een keer gezoend met Linda Dekker. Later krijgen de twee een relatie, dit tot irritatie van Rover Dekker.

### Linda Dekker en haar kinderen
Nadat Rover en Sam Dekker zijn ingetrokken bij Anton en zijn nieuwe liefde Linda Dekker, de moeder van Sam en Rover, gaat het niet meteen vlekkeloos, met name Rover heeft problemen met Anton, Anton doet zijn uiterste best om het contact tussen hem en Rover goed te krijgen, wat uiteindelijk ook lukt, Na een tijdje vraagt Anton Linda ten huwelijk, en ze gaan trouwen, echter is er nog een kink in de kabel, namelijk dat Linda nog getrouwd is met Bill Norris, en deze wil Linda niet zo snel opgeven, als hij toch besluit de scheidingspapieren te ondertekenen is de weg vrij voor Anton en Linda om te trouwen, ze trouwen tijdens de 5500e aflevering, tegelijkertijd met dochter Sam en Olivier, Linda kan echter haar ex Bill niet vergeten, en ze gaat op de bruiloft vreemd met hem. In oktober 2022 zetten ze een punt achter hun relatie.

### Shanti Vening
Desondanks blijven Anton en Linda samen terwijl Sam en Rover afzonderlijk naar het buitenland vertrekken. Anton blijkt ook een dochter te hebben, Tiffy Koster, en belandt op een gegeven moment in een midlifecrisis; hij hangt zijn doktersjas aan de wilgen om in De Koning te gaan werken en begint een relatie met Shanti Vening, een laaggeletterde nagelstyliste die hij leert lezen en schrijven. Linda gaat voor een vechtscheiding waarbij ze niets aan het toeval overlaat en uiteindelijk in de cel belandt wegens brandstichting waarbij Anton en Shanti bijna dood waren geweest. Anton ziet dat Linda spijt heeft en besluit haar nog een kans te geven; Shanti is zwanger van Anton maar krijgt een miskraam.

### Judith Schoof
Anton begint een nieuwe huisartsenpraktijk met de net afgestudeerde Amir Nazar; Linda, wier broer huisarts was, wordt assistente en volgt een medische opleiding. Een van de patienten, Judith Schoof, zweert bij hoog en laag dat ze iets onder de leden heeft, maar Anton kan niks vinden en denkt vooral dat het psychische klachten zijn. Judith wordt vrienden met Linda en neemt haar intrek in huize Bouwhuis, zogenaamd omdat haar eigen woning wordt verbouwd. Judith loopt te stoken in het huwelijk van Anton en Linda waarbij ze ook en passant Amir naar Griekenland stuurt om de vluchtelingen te helpen. Als Anton erachter komt hoe en wanneer de ruzies zijn begonnen zet hij de dakloos geworden Judith op straat. Maar daarmee zijn de problemen niet opgelost; Judith lokt Anton naar een verlaten huis waar ze hem opsluit in een bedstee en hem vergiftigde witte bonen in tomatensaus laat eten. Linda en Tiffy zetten een zoektocht uit, maar tegen de tijd dat ze in het huis arriveren is Judith al vertrokken om Anton voor de ingang van het ziekenhuis te droppen. De politie is gewaarschuwd en Judith wordt gearresteerd, ondanks haar vermeende spijtbetuigingen. Anton komt er snel weer bovenop, maar de ontvoering is hem niet in de koude kleren gaan zitten.

### Relaties
- Bianca Bouwhuis (huwelijk, 1989-2015)
  - Edwin Bouwhuis (zoon)
  - Sjoerd Bouwhuis (zoon)
    - Bram Bouwhuis (kleinzoon, 2011)
- Julia Loderus (affaire, 1989)
  - Tim Loderus (zoon)
- Bernadette van Panhuys (onenightstand, 1993)
  - Tiffy Koster (dochter)
    - Wolf Sanders (kleinzoon, 2019)
- Maxime Sanders (affaire, 2012)
- Julia Loderus (onenightstand, 2013)
- Maxime Sanders (onenightstand, 2015)
- Linda Dekker (relatie/huwelijk, 2015-2022/2017-2023)
- Shanti Vening (relatie, 2019)
  - Miskraam